# 床板魚形介
床板魚形介（学名：Paradoxostoma tabulata）为魚形介科魚形介屬下的一个种。